# 艾萨克·梅耶·怀斯

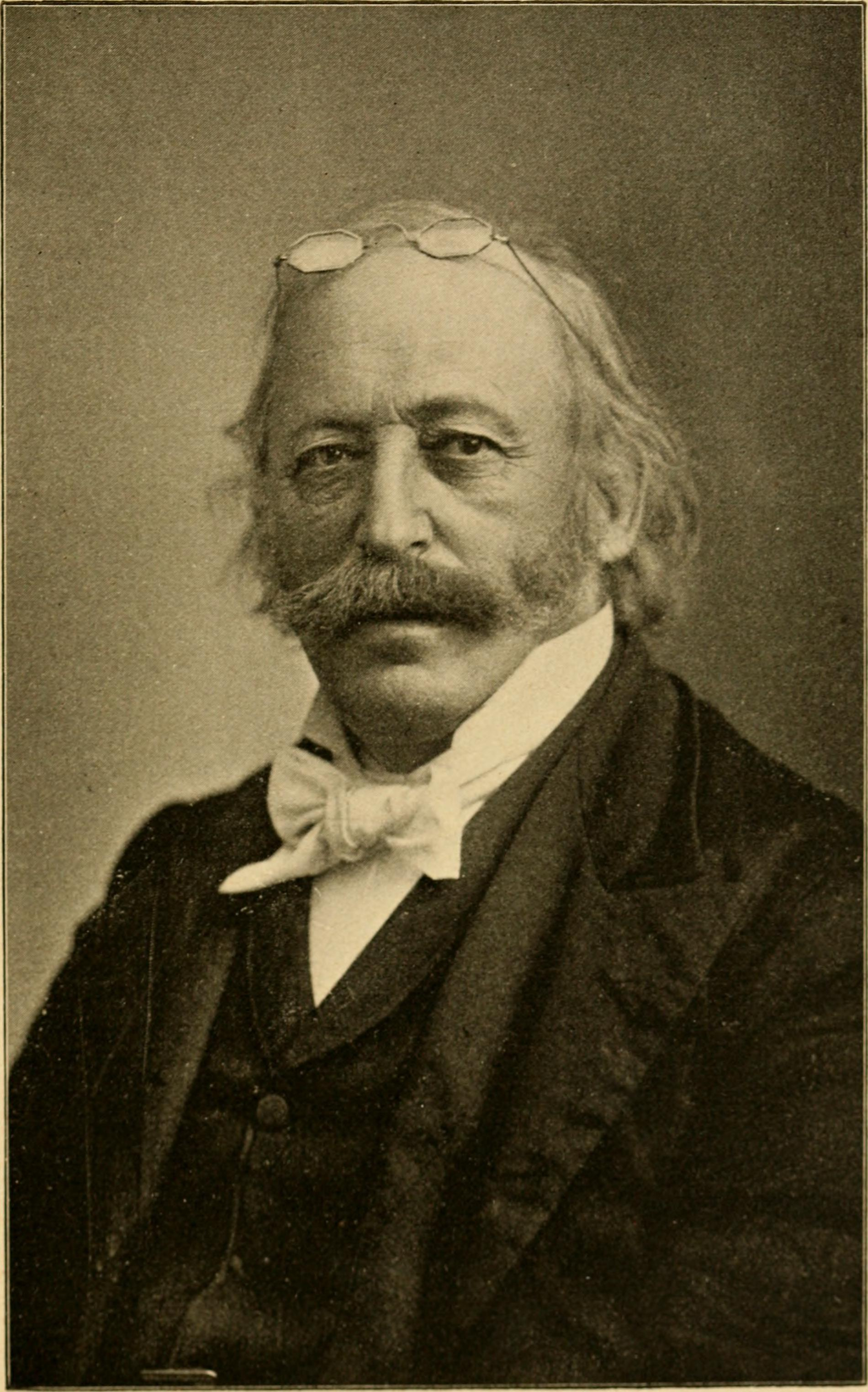

艾萨克·梅耶·怀斯（Isaac Mayer Wise，1819年3月27日—1900年3月26日），出生於波希米亚的美国犹太人宗教领袖，他统一了美国的犹太人教改革派。怀斯结过两次婚，他的第一任妻子是特蕾丝·布洛赫，是布洛赫出版公司创始人爱德华·H·布洛赫的妹妹。他們有10個孩子。